# 謎の佳人レイチェル
『謎の佳人レイチェル』（なぞのかじんレイチェル、My Cousin Rachel）は1952年のアメリカ合衆国のサスペンス映画。
監督はヘンリー・コスター、出演はオリヴィア・デ・ハヴィランドとリチャード・バートンなど。
原作はダフネ・デュ・モーリアの1951年の小説『レイチェル』。
20世紀フォックスが原作小説の映画化権を獲得し、米映画初出演となるリチャード・バートンと契約した。しかし、脚色に原作者デュ・モーリアと監督に決まっていたジョージ・キューカーが不満を示し、キューカーが降板するというトラブルに見舞われた。
作品自体は、バートンの演技を含め、肯定的な評価を得ており、第25回アカデミー賞で4部門にノミネートされた（受賞はならず）ほか、バートンが第10回ゴールデングローブ賞で新人スター賞を受賞した。
日本では劇場公開されず、テレビ放映された。

## キャスト
※括弧内は日本語吹替（テレビ版）
- レイチェル・サンガレッティ・アシュレー: オリヴィア・デ・ハヴィランド（上田みゆき）
- フィリップ・アシュレー: リチャード・バートン（井上真樹夫）
- ルイーズ・ケンドール: オードリー・ダルトン（英語版）
- ニック・ケンドール: ロナルド・スクワイア（英語版）（井上弦太郎）
- グイド・ライナルディ: ジョージ・ドレンツ（英語版）
- アンブローズ・アシュレー: ジョン・サットン（英語版）

## 製作
原作者デュ・モーリアのエージェントは『レイチェル』の映画化権を10万ドルに加え、世界興行収入の5%という条件で売り出したが、どの映画スタジオも拒否し、結局20世紀フォックスが1951年9月に8万ドルで購入した。監督にはジョージ・キューカーが決まっていたが、プロデューサーでもあるナナリー・ジョンソンが執筆した脚本に不満で、最終的に降板した。またデュ・モーリアもジョンソンの脚本に不満で、自ら脚本を手直しすると申し出たがジョンソンは関心を示さなかった。なお、キューカーはヒロインにヴィヴィアン・リーを希望していたが、ジョンソンはグレタ・ガルボを起用しようとしていた。
ヒロインは最終的にオリヴィア・デ・ハヴィランドに決まった。1949年の映画『女相続人』でアカデミー主演女優賞を受賞して以降、舞台に専念していた彼女にとって数年ぶりの映画出演となった。

## 作品の評価

### 映画批評家によるレビュー
初公開時から主演2人の演技を含めて概ね高評価を得ており、後に2002年にはアメリカン・フィルム・インスティチュートによる「情熱的な映画ベスト100」にノミネートされている（最終的に選外）。

### 受賞歴
| 映画賞               | 授賞式開催日  | 部門                               | 対象者                                                           | 結果       |
| -------------------- | ------------- | ---------------------------------- | ---------------------------------------------------------------- | ---------- |
| アカデミー賞         | 1953年3月19日 | 助演男優賞                         | リチャード・バートン                                             | ノミネート |
| アカデミー賞         | 1953年3月19日 | 美術賞（モノクロ作品部門）         | ライル・R・ウィーラー、ジョン・デキュア、ウォルター・M・スコット | ノミネート |
| アカデミー賞         | 1953年3月19日 | 撮影賞（モノクロ作品部門）         | ジョセフ・ラシェル                                               | ノミネート |
| アカデミー賞         | 1953年3月19日 | 衣裳デザイン賞（モノクロ作品部門） | チャールズ・ルメイアー、ドロシー・ジーキンス                     | ノミネート |
| ゴールデングローブ賞 | 1953年2月26日 | 映画部門 主演女優賞 (ドラマ部門)   | オリヴィア・デ・ハヴィランド                                     | ノミネート |
| ゴールデングローブ賞 | 1953年2月26日 | 新人スター賞                       | リチャード・バートン                                             | 受賞       |

### 後の作品への影響
原作にとって初の映像化作品であり、後にテレビドラマやラジオドラマ、舞台劇にもなっている。
さらに2017年には『レイチェル』として再映画化されている（監督：ロジャー・ミッシェル、主演：レイチェル・ワイズ、サム・クラフリン）。